# Krisztián Berki
Krisztián Berki (né le 18 mars 1985 à Budapest) est un gymnaste hongrois.

## Palmarès

### Jeux olympiques
- Londres 2012
  -  médaille d'or au cheval d'arçons

### Championnats du monde
- Melbourne 2005
  - 4e au cheval d'arçons

- Stuttgart 2007
  -  médaille d'argent au cheval d'arçons

- Londres 2009
  -  médaille d'argent au cheval d'arçons

- Rotterdam 2010
  -  médaille d'or au cheval d'arçons

- Tokyo 2011
  -  médaille d'or au cheval d'arçons

- Nanning 2014
  -  médaille d'or au cheval d'arçons

### Championnats d'Europe
- Ljubljana 2004
  -  médaille de bronze au cheval d'arçons

- Debrecen 2005
  -  médaille d'or au cheval d'arçons

- Amsterdam 2007
  -  médaille d'or au cheval d'arçons

- Lausanne 2008
  -  médaille d'or au cheval d'arçons

- Milan 2009
  -  médaille d'or au cheval d'arçons

- Berlin 2011
  -  médaille d'or au cheval d'arçons

- Montpellier 2012
  -  médaille d'or au cheval d'arçons

- Montpellier 2013
  -  médaille d'argent au cheval d'arçons

- Sofia 2014
  -  médaille d'argent au cheval d'arçons

- Cluj-Napoca 2017
  -  médaille d'argent au cheval d'arçons